# Palmer (Tennessee)
Palmer és una població dels Estats Units a l'estat de Tennessee. Segons el cens del 2000 tenia 726 habitants.

## Demografia
Segons el cens del 2000, Palmer tenia 726 habitants, 305 habitatges, i 207 famílies. La densitat de població era de 53,3 habitants/km².
Dels 305 habitatges en un 22,6% hi vivien nens de menys de 18 anys, en un 51,5% hi vivien parelles casades, en un 13,1% dones solteres, i en un 32,1% no eren unitats familiars. En el 28,5% dels habitatges hi vivien persones soles l'11,8% de les quals corresponia a persones de 65 anys o més que vivien soles. El nombre mitjà de persones vivint en cada habitatge era de 2,38 i el nombre mitjà de persones que vivien en cada família era de 2,93.
Per edats la població es repartia de la següent manera: un 21,3% tenia menys de 18 anys, un 6,5% entre 18 i 24, un 26,9% entre 25 i 44, un 27,5% de 45 a 60 i un 17,8% 65 anys o més.
L'edat mediana era de 41 anys. Per cada 100 dones de 18 o més anys hi havia 94,2 homes.
La renda mediana per habitatge era de 19.167 $ i la renda mediana per família de 23.929 $. Els homes tenien una renda mediana de 29.167 $ mentre que les dones 17.292 $. La renda per capita de la població era de 10.251 $. Entorn del 23,8% de les famílies i el 27,1% de la població estaven per davall del llindar de pobresa.

## Poblacions més properes
El següent diagrama mostra les poblacions més properes.